# Oton Iveković
Oton Iveković (Klanjec, 17 aprile 1869 – Klanjec, 4 luglio 1939) è stato un pittore croato, celebre per le raffigurazioni di temi storici.

## Biografia
Oton Iveković nacque a Klanjec il 17 aprile 1869. Nella sua città natale frequentò la scuola elementare, mostrando grande interesse per il disegno e la storia, il che influirà sulla sua futura attività. Studiò decorazione a Zagabria, disegno dal pittore Ferdo Quiquerez, infine studiò pittura all'Accademia di Vienna e, grazie all'aiuto economico di Izidor Kršnjavi, terminò i suoi studi all'Accademia delle belle arti di Monaco di Baviera. Si specializzò a Karlsruhe, quindi fece ritorno a Zagabria, dove divenne insegnante di disegno al Liceo Reale e l'anno successivo alla Scuola dell'artigianato, dove insegnò pittura fino alla pensione.
Dal 1919 al 1938 fu proprietario del castello di Veliki Tabor.
Iveković morì il 4 luglio 1939 a Klanjec.

## Stile e contenuti
Oltre al disegno ed alla pittura, Iveković fu anche illustratore, scenografo, costumista, redattore di riviste e reporter di guerra. La sua ricca opera presenta una vasta gamma tematica: paesaggi, ritratti, pittura di genere, scene della vita quotidiana, composizioni sacre e rappresentazioni storiche, che lo resero noto al pubblico.

## Galleria d'immagini

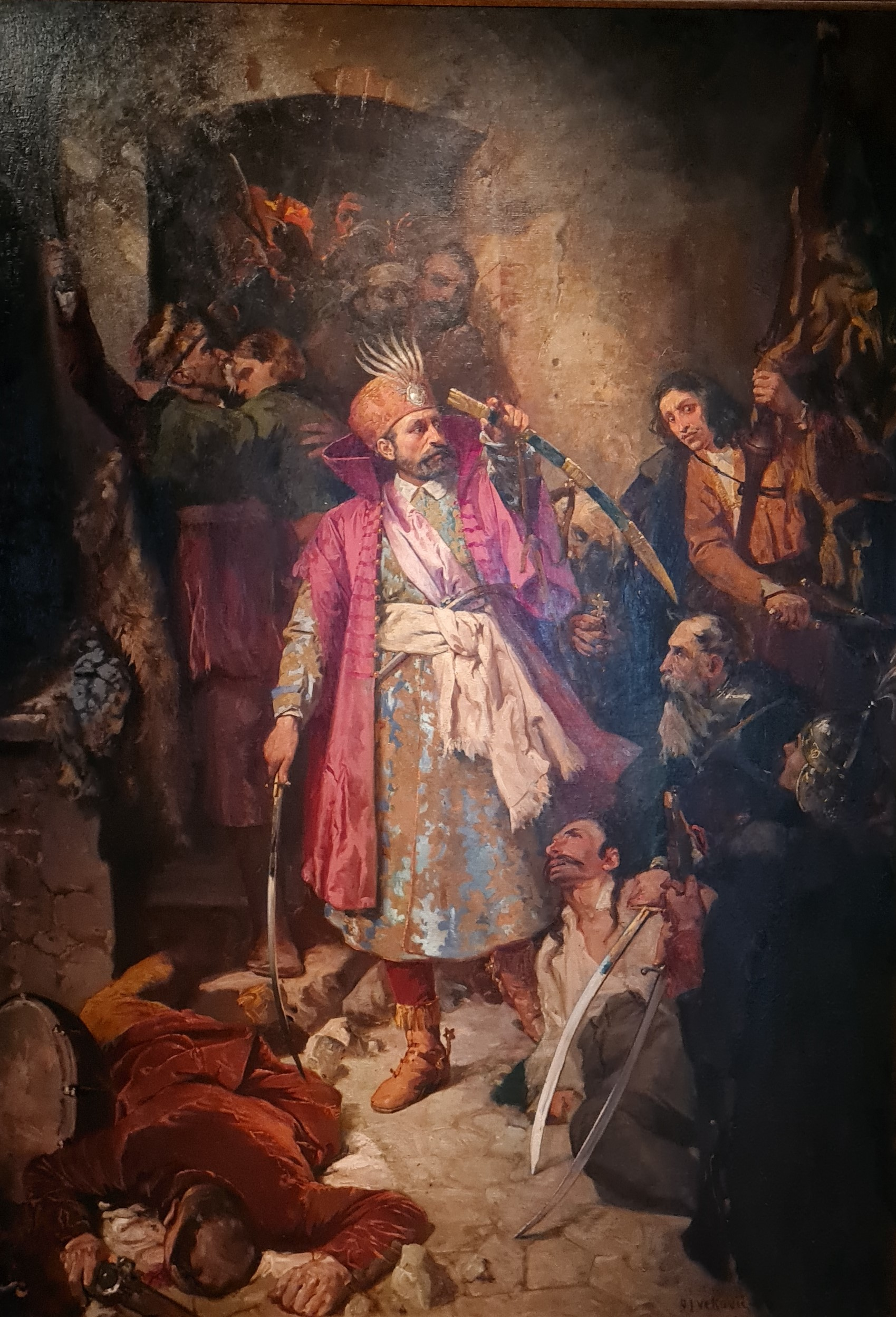
Nikola Šubić Zrinski
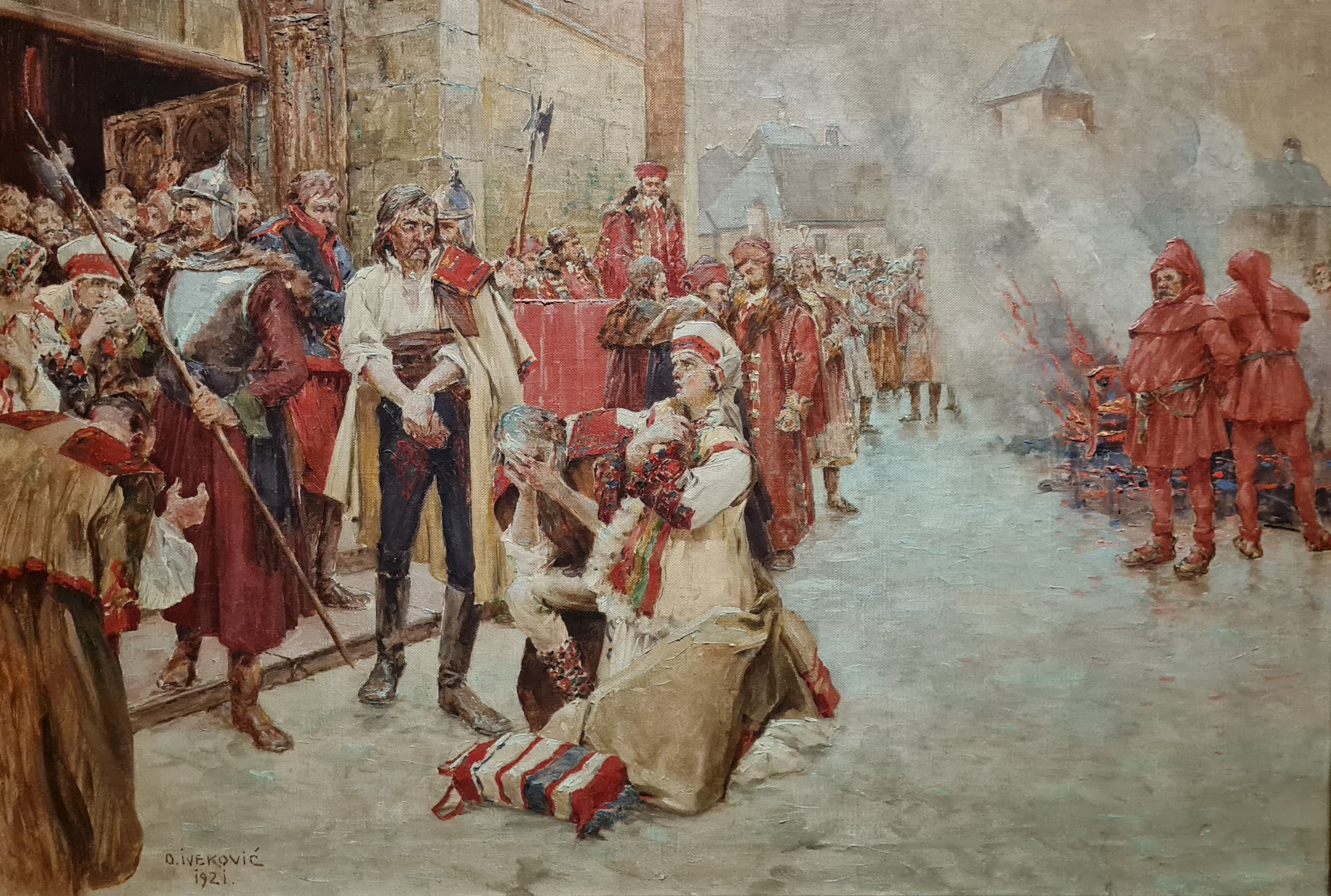
Esecuzione di Matija Gubec
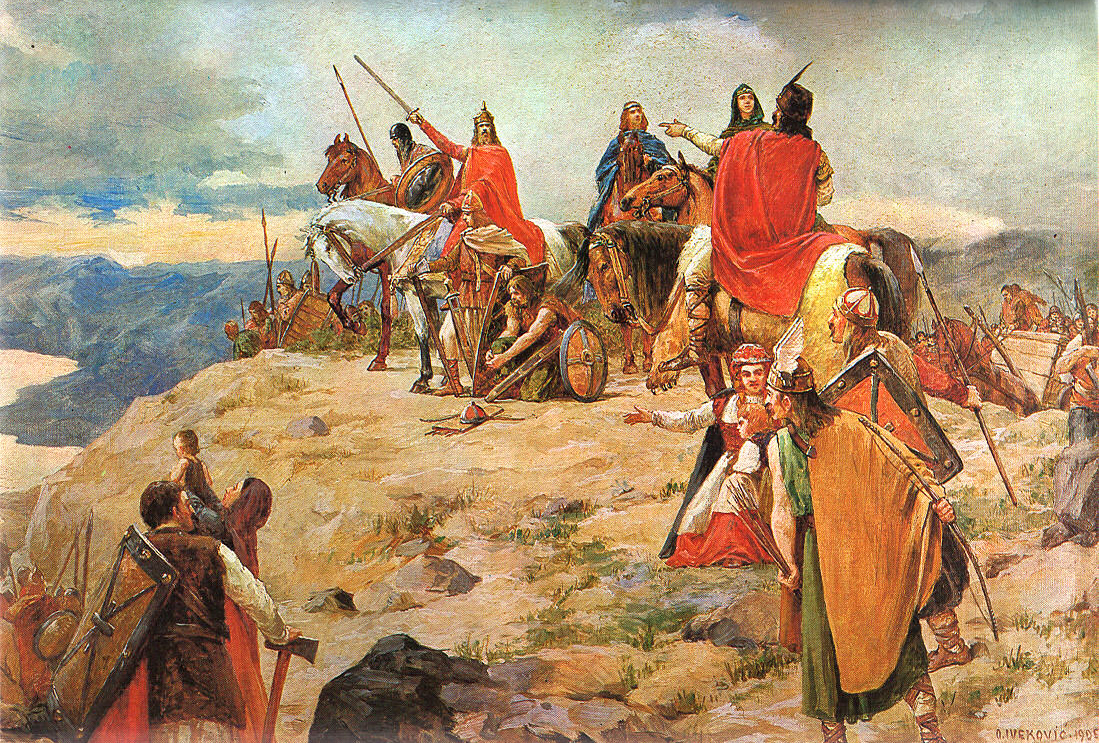
L'arrivo dei croati
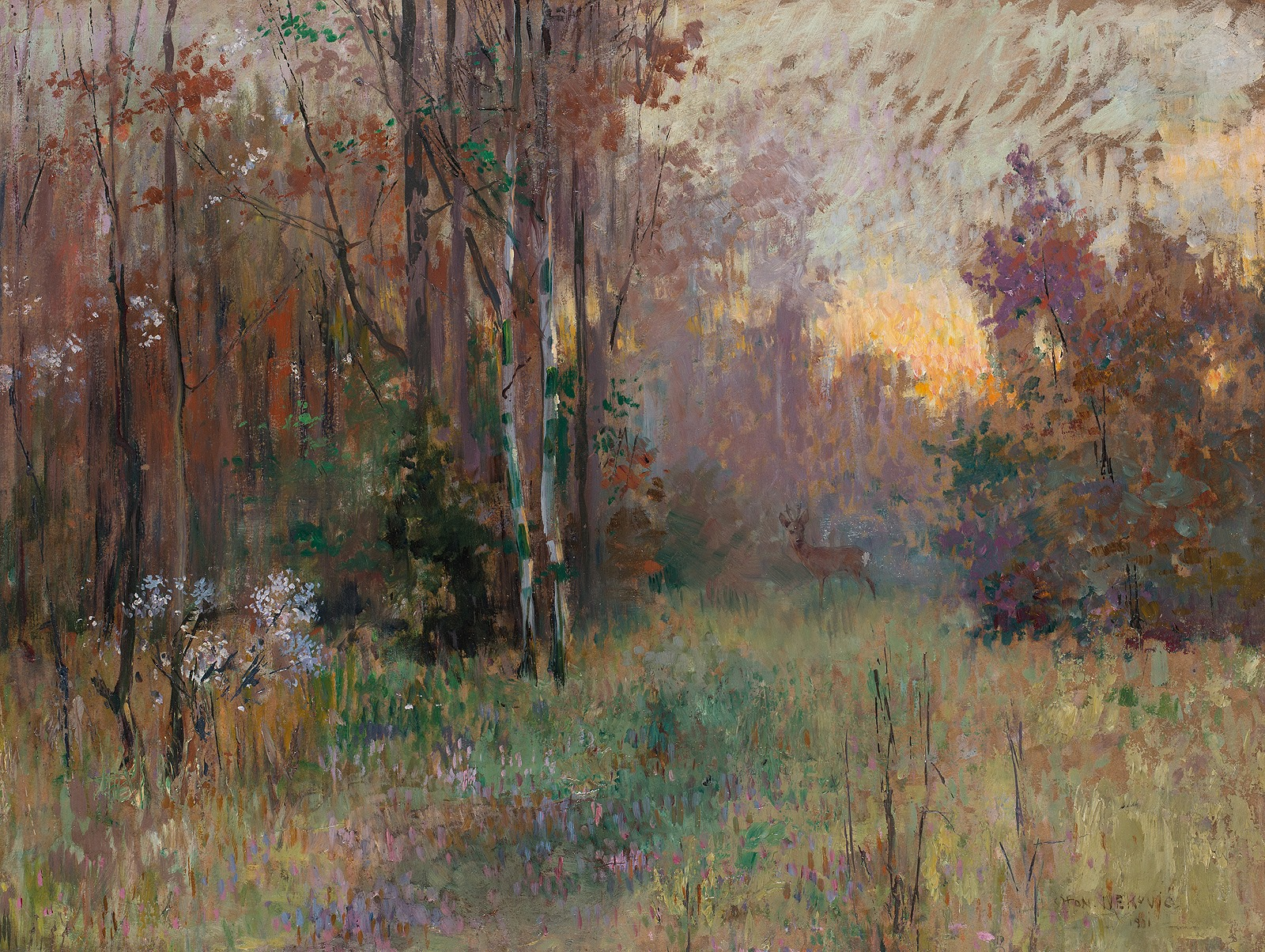
Krajina
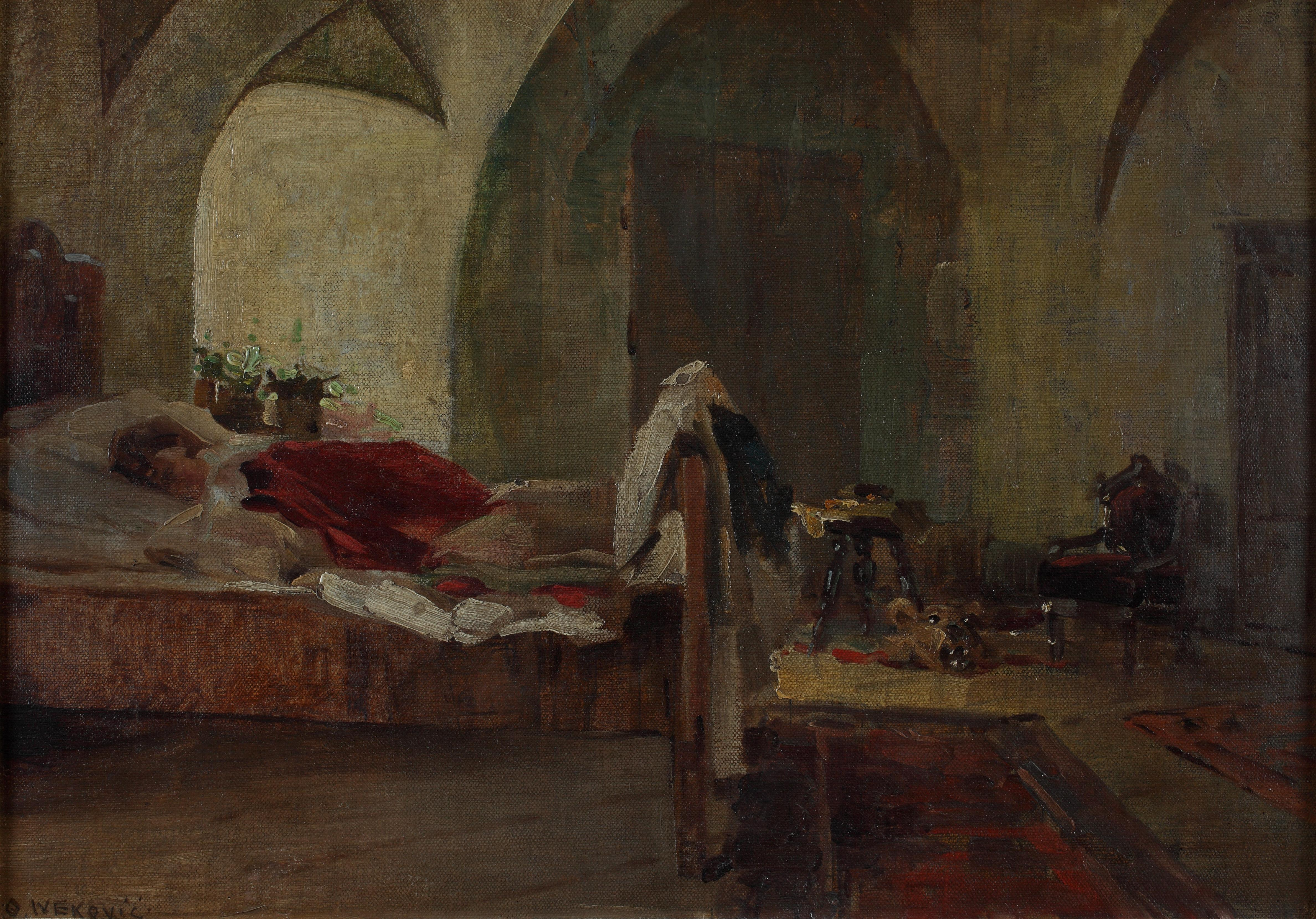
Veliki Tabor-donna a letto